# Der gerade Weg
Der gerade Weg was een politieke krant uit München, ten tijde van de Weimarrepubliek. In de krant werd uitvoerig gewaarschuwd voor de opkomst van Adolf Hitler en zijn nationaalsocialisme. 
Voorloper van Der gerade Weg was het weekblad Illustrierter Sonntag. Uitgever en hoofdredacteur Fritz Gerlich hernoemde dit weekblad in januari 1932 naar Der gerade Weg en kreeg als ondertitel mee: Deutsche Zeitung für Wahrheit und Recht. Ondernemer Erich von Waldburg-Zeil was zijn grootste financier. Door de opvatting van Gerlich tegen Hitler, begon Hitler hem tegen te werken. Zo dreigde Hitler bij de uitgever van Der gerade Weg, Münchner Buchgewerbehaus M. Müller & Sohn, een grote opdracht af te nemen, door de krant Völkischer Beobachter elders te laten drukken. De drukker besloot hierop Der gerade Weg niet meer te drukken, waardoor Gerlich een andere drukker moest zoeken en vond deze in G.J. Manz. Josef Hell kreeg de verantwoording voor de inhoud van de krant.
Met Der gerade Weg ging Gerlich door met het waarschuwen voor het nationaalsocialisme. Er verschenen diverse artikelen waarin verwijzingen zaten naar massamoorden en racisme. Op 20 maart 1932, de dag van de rijkskanselierverkiezingen, verspreidde de krant 20 miljoen folders met een kritisch artikel over Hitler dat de titel droeg: "Herr Hitler, wer hat Sie denn gewählt?". Op 20 juli 1932, de dag dat Paul von Hindenburg met een noodverordening de regering van Pruisen had afzet, werd de krant voor een periode van vier weken verboden. Daarna verscheen de krant weer en werd er wederom de spot gedreven met de rassenleer en werd er op gewezen dat Hitler het land de afgrond in zou laten storten.
Vanaf december 1932 verscheen de krant tweemaal per week. Dit was echter maar voor korte tijd. Hitler kreeg op 30 januari 1933 de macht in handen en liet Gerlich op 9 maart 1933 arresteren. Vier dagen later werd de krant verboden. Gerlich werd op 30 juni 1934 doodgeschoten in concentratiekamp Dachau, op dezelfde dag dat de Nacht van de Lange Messen begon.